# زبوروف (ناحیه شومپرک)
زبوروف (به چکی: Zborov) یک منطقهٔ مسکونی در جمهوری چک است که در ناحیه شومپرک واقع شده‌است. زبوروف ۳٫۱۵ کیلومتر مربع مساحت و ۲۲۵ نفر جمعیت دارد و ۴۷۴ متر بالاتر از سطح دریا واقع شده‌است.